# Laccophilus pampinatus
Laccophilus pampinatus är en skalbaggsart som beskrevs av Guignot 1941. Laccophilus pampinatus ingår i släktet Laccophilus och familjen dykare. Inga underarter finns listade i Catalogue of Life.